# Boduhithi
Boduhithi è un'isola corallina che fa parte dell'Atollo di Male Nord, nelle Maldive.
Da un punto di vista amministrativo fa parte dell'Atollo Kaafu. Isola disabitata, da alcuni anni ospita un resort internazionale.
Dista 29 km dall'aeroporto della capitale Malé.